# Liste von Schachmuseen
Die Liste von Schachmuseen nennt Museen weltweit, die sich mit dem Schachspiel und seiner Geschichte auseinandersetzen. Die Liste erhebt keinen Anspruch auf Vollständigkeit.

## Deutschland
| Bezeichnung             | Bild           | Standort                                                                      | Bundesland     | Errichtung Einweihung                                        | Weitere Informationen                                             |
| ----------------------- | -------------- | ----------------------------------------------------------------------------- | -------------- | ------------------------------------------------------------ | ----------------------------------------------------------------- |
| Schachmuseum Löberitz   |                | Löberitz, Ortschaft der Stadt Zörbig (Landkreis Anhalt-Bitterfeld) (Lage)     | Sachsen-Anhalt | 2007                                                         | Trägerschaft: Schachgemeinschaft 1871 Löberitz                    |
| Schachmuseum Ströbeck   | weitere Bilder | Schachdorf Ströbeck (Ortsteil von Halberstadt, Landkreis Harz) (Lage)         | Sachsen-Anhalt | 1991 am Schachturm; seit 2006 direkt am Platz am Schachspiel | nach einem Brand im November 2019 zurzeit geschlossen             |
| Schachmuseum Ochshausen |                | Ochshausen, Ochshäuser Dorfstraße 20 (Ortsteil der Gemeinde Lohfelden) (Lage) | Hessen         |                                                              | Das Museum wurde in der alten Schule von Ochshausen eingerichtet. |

## Weitere
| Bezeichnung                   | Bild           | Standort                                        | Staat      | Errichtung Einweihung                                                                                    | Weitere Informationen                                               |
| ----------------------------- | -------------- | ----------------------------------------------- | ---------- | --- | ------------------------------------------------------------------- |
| Schweizer Schachmuseum        | weitere Bilder | Malters, Eistrasse 5 (Kanton Luzern)            | Schweiz    | Eröffnet wurde das Museum 2012 in Kriens, seit 2024 befindet es sich in neuen Räumlichkeiten in Malters. | Das Museum wird in privater Trägerschaft von Werner Rupp betrieben. |
| Schachmuseum Mali, Klagenfurt | weitere Bilder | Klagenfurt, Waidmannsdorferstraße 162 (Kärnten) | Österreich | |                                                                     |
| Schachmuseum in Ankara        | weitere Bilder | Altındağ (Ankara) (Lage)                        | Türkei     | |                                                                     |
| Schachmuseum Moskau           | weitere Bilder | Chamowniki, Moskau (Lage)                       | Russland   | Gründung 1980; Eröffnung 2014                                                                            |                                                                     |
| Schachmuseum Elista           | weitere Bilder | Elista (Kalmückien) (Lage)                      | Russland   | | Siehe auch Elista#Schach und Chess City                             |
| Schachmuseum Heves            | weitere Bilder | Heves (Lage)                                    | Ungarn     | |                                                                     |